# Taraxacum parvuliceps
Taraxacum parvuliceps là một loài thực vật có hoa trong họ Cúc. Loài này lần đầu được Harald Lindberg miêu tả khoa học.